# Monroe (Contea di Middlesex, New Jersey)
Monroe è un comune (township) degli Stati Uniti d'America, nella contea di Middlesex, nello Stato del New Jersey.
Il comune è caratterizzato dalla presenza di numerose Age-restricted community, sorte negli ultimi anni. Si tratta di complessi residenziali, usualmente recintati, riservati ad abitanti aventi età superiore a 50 anni (ma in alcuni casi anche 55 o 60).

## Località
Il comune comprende i census-designated place di:
- Clearbrook Park
- Concordia
- Rossmoor
- Whittingham